# 小行星58196
小行星58196（58196 Ashleyess）是一颗绕太阳运转的小行星，为主小行星带小行星。该小行星于1992年3月19日发现。
該小行星以發現者鄧肯·史蒂爾的女兒阿什利·卡羅琳·史蒂爾（Ashley Caroline Steel）命名。

## 轨道参数
小行星58196的轨道半长轴为385 439 254 km，2.5764656 UA，离心率为0.264。